# Rathaus Blumenthal
Das Rathaus Blumenthal in Bremen-Blumenthal, Landrat-Christians-Straße 107, gehört zu den bedeutenden Bremer Bauwerken und steht unter Denkmalschutz.
Das Gebäude steht seit 1994 unter Bremer Denkmalschutz .

## Geschichte
Die bis zum 1. November 1939 selbständige preußische Gemeinde Blumenthal erlebte durch die 1884 gegründete Bremer Woll-Kämmerei (BWK) einen wirtschaftlichen Aufschwung, wodurch die Anzahl der Einwohner stark zunahm. Neue Aufgaben wurden der Gemeinde zugewiesen und die Eingemeindungen von Lüssum, Rönnebeck und Bockhorn (1907/08) erforderten eine Vergrößerung der Verwaltung. Das Gemeindebüro mit der Gemeindekasse, eine Schulklasse und das Standesamt  waren um 1900 in einem kleinen Privathaus untergebracht. 1907 wurde noch ein Büroraum  in dem  gegenüberliegenden Haus einer Bäckerei angemietet. Da dies den gestiegenen Ansprüchen an die Verwaltung nicht mehr genügte, wurde unter Friedrich Karl Kürten, dem Blumenthaler Bürgermeister von 1907 bis 1933, beschlossen, ein neues repräsentatives Rathaus zu errichten.
Das zweigeschossige, rotsteinsichtige Rathaus wurde von 1908 bis 1910 nach Plänen der Bremer Architekten August Abbehusen und Otto Blendermann erbaut. Gestalterisch prägend sind das hohe Walmdach mit dem mittig angeordneten Dachreiter mit einer Uhr und einem Zeltdach sowie der zweigeschossige historisierende Giebel über dem Eingang. Der geschweifte Giebel zeigt Anklänge an das Barock und den Klassizismus sowie den damals modernen Jugendstil. Innen sind die Treppen, Türen und Wandpaneele aus Eichenholz gefertigt. An der Südseite erhielt die Blumenthaler Sparkasse einen separaten Eingang.
Im Rathaus befand sich seit 1946 das Ortsamt Blumenthal; hier tagte der Beirat Blumenthal. In dem Gebäude war zeitweise auch das Jobcenter untergebracht. Nach dessen Auszug Ende 2015 stand es zum größten Teil leer. Nachdem das Ortsamt 2016 in die Landrat-Christians-Straße 99 A umgezogen ist, werden für die Nutzung des Hauses Alternativen gesucht.